# Lijst van voetbalinterlands Algerije - Guinee
Deze lijst van voetbalinterlands is een overzicht van alle officiële voetbalwedstrijden tussen de nationale teams van Algerije en Guinee. De Afrikaanse landen hebben tot op heden zestien keer tegen elkaar gespeeld. De eerste ontmoeting was een kwalificatiewedstrijd voor het Wereldkampioenschap voetbal 1974 in Algiers op 2 maart 1972. Het laatste duel, een groepswedstrijd tijdens het African Championship of Nations 2024, werd gespeeld op 15 augustus 2025 in Kampala (Oeganda).

## Wedstrijden
| №  | Plaats      | Datum             | Competitie                           | Wedstrijd         | Uitslag |
| -- | ----------- | ----------------- | ------------------------------------ | ----------------- | ------- |
| 1  | Algiers     | 2 maart 1972      | WK 1974 kwalificatie                 | Algerije − Guinee | 1 − 0   |
| 2  | Conakry     | 12 maart 1972     | WK 1974 kwalificatie                 | Guinee − Algerije | 5 − 1   |
| 3  | Algiers     | 2 mei 1976        | Vriendschappelijk                    | Algerije − Guinee | 1 − 2   |
| 4  | Ibadan      | 16 maart 1980     | Afrika Cup 1980                      | Algerije − Guinee | 3 − 2   |
| 5  | Algiers     | 22 juni 1993      | Vriendschappelijk                    | Algerije − Guinee | 1 − 1   |
| 6  | Ouagadougou | 8 februari 1998   | Afrika Cup 1998                      | Algerije − Guinee | 0 − 1   |
| 7  | Annaba      | 3 juni 2000       | Vriendschappelijk                    | Algerije − Guinee | 4 − 0   |
| 8  | Conakry     | 3 september 2006  | Afrika Cup 2008 kwalificatie         | Guinee − Algerije | 0 − 0   |
| 9  | Algiers     | 16 juni 2007      | Afrika Cup 2008 kwalificatie         | Algerije − Guinee | 0 − 2   |
| 10 | Blida       | 14 augustus 2013  | Vriendschappelijk                    | Algerije − Guinee | 2 − 2   |
| 11 | Algiers     | 9 oktober 2015    | Vriendschappelijk                    | Algerije − Guinee | 1 − 2   |
| 12 | Blida       | 6 juni 2017       | Vriendschappelijk                    | Algerije − Guinee | 2 − 1   |
| 13 | Caïro       | 7 juli 2019       | Afrika Cup 2019                      | Algerije − Guinee | 3 − 0   |
| 14 | Oran        | 23 september 2022 | Vriendschappelijk                    | Algerije − Guinee | 1 − 0   |
| 15 | Baraki      | 6 juni 2024       | WK 2026 kwalificatie                 | Algerije − Guinee | 1 − 2   |
| 16 | Kampala     | 15 augustus 2025  | African Championship of Nations 2024 | Guinee − Algerije | 1 − 1   |

## Samenvatting
| Competitie                      | Totaal gespeeld | Winst Algerije | Gelijk | Winst Guinee | Doelsaldo Algerije – Guinee |
| ------------------------------- | --------------- | -------------- | ------ | ------------ | --------------------------- |
| WK-kwalificatie                 | 3               | 1              | 0      | 2            | 3 − 7                       |
| Afrika Cup                      | 3               | 2              | 0      | 1            | 6 − 3                       |
| Afrika Cup-kwalificatie         | 2               | 0              | 1      | 1            | 0 − 2                       |
| African Championship of Nations | 1               | 0              | 1      | 0            | 1 − 1                       |
| Vriendschappelijk               | 7               | 3              | 2      | 2            | 12 − 8                      |
| Totaal                          | 16              | 6              | 4      | 6            | 22 − 21                     |

Wedstrijden bepaald door strafschoppen worden, in lijn met de FIFA, als een gelijkspel gerekend.
FAF · A-internationals · Bondscoaches · Statistieken · Selecties · Algerijns vrouwenelftal · Olympisch elftal · Algerije U21 · Algerije U20 · Algerije U19 · Algerije U18 · Algerije U17
1957 – 1969 · 
1970 – 1979 · 
1980 – 1989 · 
1990 – 1999 · 
2000 – 2009 · 
2010 – 2019 ·
2020 − 2029
WK 1982 · 
WK 1986 · 
WK 2010 · 
WK 2014
OS 1980 · 
OS 2016
1957 · 
1958 · 
1959 ·
1960 · 
1961 · 
1962 · 
1963 · 
1964 · 
1965 · 
1966 · 
1967 · 
1968 · 
1969 ·
1970 · 
1971 · 
1972 · 
1973 · 
1974 · 
1975 · 
1976 · 
1977 · 
1978 · 
1979 ·
1980 · 
1981 · 
1982 · 
1983 · 
1984 · 
1985 · 
1986 · 
1987 · 
1988 · 
1989 · 
1990 · 
1991 · 
1992 · 
1993 · 
1994 · 
1995 · 
1996 · 
1997 · 
1998 · 
1999 · 
2000 · 
2001 · 
2002 · 
2003 · 
2004 · 
2005 · 
2006 · 
2007 · 
2008 · 
2009 · 
2010 · 
2011 ·
2012 ·
2013 ·
2014 ·
2015 ·
2016 ·
2017 ·
2018 ·
2019 ·
2020 ·
2021 ·
2022 ·
2023 ·
2024
Albanië ·
Angola ·
Argentinië ·
Armenië ·
Bahrein ·
Bangladesh ·
België ·
Benin ·
Bolivia ·
Bosnië en Herzegovina ·
Botswana ·
Brazilië ·
Bulgarije ·
Burkina Faso ·
Burundi ·
Centraal-Afrikaanse Republiek ·
Chili ·
China ·
Colombia ·
Congo-Brazzaville ·
Congo-Kinshasa ·
Cuba ·
Denemarken ·
Djibouti ·
DDR ·
Duitsland ·
Egypte ·
Engeland ·
Equatoriaal-Guinea ·
Ethiopië ·
Finland ·
Frankrijk ·
Gabon ·
Gambia ·
Ghana ·
Guinee ·
Guinee-Bissau ·
Hongarije ·
Ierland ·
Irak ·
Iran ·
Italië ·
Ivoorkust ·
Joegoslavië ·
Jordanië ·
Kaapverdië ·
Kameroen ·
Kenia ·
Koeweit ·
Lesotho ·
Libanon ·
Liberia ·
Libië ·
Luxemburg ·
Madagaskar ·
Malawi ·
Maleisië ·
Mali ·
Malta ·
Marokko ·
Mauritanië ·
Mexico ·
Mozambique ·
Namibië ·
Nepal ·
Niger ·
Nigeria ·
Noord-Ierland ·
Oeganda ·
Oman ·
Oostenrijk ·
Peru ·
Polen ·
Portugal ·
Qatar ·
Roemenië ·
Rusland ·
Rwanda ·
Saoedi-Arabië ·
Senegal ·
Servië ·
Seychellen ·
Sierra Leone ·
Slovenië ·
Slowakije ·
Soedan ·
Somalië ·
Sovjet-Unie ·
Spanje ·
Syrië ·
Tanzania ·
Togo ·
Tsjaad ·
Tunesië ·
Turkije ·
Uruguay ·
Verenigde Arabische Emiraten ·
Verenigde Staten ·
Zambia ·
Zimbabwe ·
Zuid-Afrika ·
Zuid-Jemen ·
Zuid-Korea ·
Zweden ·
Zwitserland
België (2014) · 
Chili (1982) · 
Duitsland (2014) · 
Engeland (2010) · 
Oostenrijk (1982) ·
Rusland (2014) ·
Senegal (2019, 2) ·
Slovenië (2010) · 
Verenigde Staten (2010) ·
West-Duitsland (1982) · 
Zuid-Korea (2014)
FGF · A-internationals · Guinees vrouwenelftal
1960-1969 ·
1970-1979 ·
1980-1989 ·
1990-1999 ·
2000-2009 ·
2010-2019 ·
2020-2029
AC 1970 ·
AC 1974 ·
AC 1976 ·
AC 1980 ·
AC 1994 ·
AC 1998 ·
AC 2004 ·
AC 2006 ·
AC 2008 ·
AC 2012
1962 ·
1963 ·
1964 ·
1965 ·
1966 ·
1967 ·
1968 ·
1969 ·
1970 ·
1971 ·
1972 ·
1973 ·
1974 ·
1975 ·
1976 ·
1977 ·
1978 ·
1979 ·
1980 ·
1981 ·
1982 ·
1983 ·
1984 ·
1985 ·
1986 ·
1987 ·
1988 ·
1989 ·
1990 ·
1991 ·
1992 ·
1993 ·
1994 ·
1995 ·
1996 ·
1997 ·
1998 ·
1999 ·
2000 ·
2001 ·
2002 ·
2003 ·
2004 ·
2005 ·
2006 ·
2007 ·
2008 ·
2009 ·
2010 ·
2011 ·
2012 ·
2013 ·
2014 ·
2015 ·
2016 ·
2017 ·
2018 ·
2019 ·
2020 ·
2021 ·
2022 ·
2023 ·
2024
Algerije ·
Angola ·
Benin ·
Bermuda ·
Botswana ·
Brazilië ·
Burkina Faso ·
Burundi ·
Cambodja ·
Centraal-Afrikaanse Republiek ·
Chili ·
China ·
Comoren ·
Congo-Brazzaville ·
Congo-Kinshasa ·
DDR ·
Egypte ·
Equatoriaal-Guinea ·
Ethiopië ·
Gabon ·
Gambia ·
Ghana ·
Guinee-Bissau ·
Indonesië ·
Irak ·
Iran ·
Ivoorkust ·
Kaapverdië ·
Kameroen ·
Kenia ·
Kosovo ·
Lesotho ·
Liberia ·
Libië ·
Madagaskar ·
Malawi ·
Mali ·
Marokko ·
Mauritanië ·
Mauritius ·
Mozambique ·
Namibië ·
Niger ·
Nigeria ·
Noord-Korea ·
Oeganda ·
Rwanda ·
Senegal ·
Sierra Leone ·
Soedan ·
Somalië ·
Swaziland ·
Tanzania ·
Togo ·
Tsjaad ·
Tunesië ·
Turkije ·
Vanuatu ·
Venezuela ·
Vietnam ·
Zaïre ·
Zambia ·
Zimbabwe ·
Zuid-Afrika ·
Zuid-Jemen